# 白腹滨鹬
，是鸻形目丘鹬科的一种鸟类。

## 特征
白腹滨鹬体重约40.97克，翼长约121.8毫米，嘴峰长约25.5毫米，喙宽度约2.7毫米，喙厚度约3.9毫米，跗蹠长约22毫米，尾长约50毫米。白腹滨鹬是候鸟，其栖息在开放的草原环境中，食性为肉食性，主要食物来源是水生动物。

## 分布
西伯利亚、北阿拉斯加至格陵兰岛；越冬于南美洲南部的安第斯山脉。